# 강남로 (안동시)
강남로(江南路)는 경상북도 안동시 수상동 안동대교에서 안동시 정상동 안동고등학교를 연결하는 도로이다. 안동대교 남단에서 영호대교까지의 구간은 국도 제35호선의 일부이다.

## 주요 경유지
- 안동대교
- 한국방송통신대학교 안동시 학습관
- 영호대교
- 영호루
- 성희여자고등학교
- 법원 · 검찰청
- 영가대교
- 용정교
- 안동고등학교